# Ordine di Luthuli
L'Ordine di Luthuli è un ordine cavalleresco del Sudafrica.

## Storia
L'Ordine è stato istituito il 30 novembre 2003 ed è concesso dal presidente del Sudafrica per premiare i contributi nella lotta per la democrazia, la costruzione della democrazia e dei diritti umani, la costruzione della nazione, la giustizia e la pace, o la risoluzione dei conflitti. È dedicato all'ex capo del Congresso Nazionale Africano Albert John Luthuli, il primo premio Nobel per la pace sudafricano.

## Classi
L'Ordine dispone delle seguenti classi di benemerenza che danno diritto a dei postnominali qui indicati tra parentesi:
- Oro (OLG), per contributi eccezionali
- Argento (OLS), per contributi eccellenti
- Bronzo (OLB), per contributi notevoli

## Insegne
- Il distintivo è un triangolo equilatero che rappresenta una pietra focaia sopra un vaso di terracotta. La pietra focaia raffigura il sole che sorge sopra il monte Isandhlwana e la bandiera nazionale, ed è fiancheggiato da due corna di animali che emergono dal vaso di argilla, recanti le iniziali "AL". L'Isandhlwana simboleggia pace e tranquillità, e le bande di leopardo attorno alle basi dei corni rappresentano il copricapo del capo Albert John Luthuli. Sul retro è presente lo stemma del Sudafrica.

- Il nastro è d'oro con una striscia di monogrammi "AL" color crema lungo ogni bordo e ricorrenti contorni color crema raffiguranti la bandiera nazionale, in basso al centro. Tutte e tre le classi sono portate al collo.

## Membri
| Anno | Membro                                 | Classe  | Osservazioni | Note          |
| ---- | -------------------------------------- | ------- | ------------ | ------------- |
| 2003 | Mosell Molaoa                          | Oro     | Postumo      |               |
| 2003 | John Nkadimeng                         | Oro     |              |               |
| 2003 | Alfred Nzo                             | Oro     | Postumo      |               |
| 2003 | Mary Burton                            | Argento |              |               |
| 2003 | Willie Esterhuyse                      | Argento |              |               |
| 2003 | Matthew Goniwe                         | Argento | Postumo      |               |
| 2003 | Mthuli ka Shezi                        | Argento | Postumo      |               |
| 2003 | Winnie Kgware                          | Argento | Postumo      |               |
| 2003 | Jafta Masemola                         | Argento | Postumo      |               |
| 2003 | Lekgau Mathabathe                      | Argento | Postumo      |               |
| 2003 | Phillis Naidoo                         | Argento |              |               |
| 2003 | Albert Nolan                           | Argento |              |               |
| 2003 | Jasmat Nanabhai                        | Bronzo  |              |               |
| 2004 | Hilda Bernstein                        | Oro     |              |               |
| 2004 | Z. K. Matthews                         | Oro     | Postumo      |               |
| 2004 | Thomas Nkobi                           | Oro     | Postumo      | [ 1 ]         |
| 2004 | Sol Plaatje                            | Oro     | Postumo      |               |
| 2004 | Laloo Chiba                            | Argento |              | [ 2 ]         |
| 2004 | Clarence Makwetu                       | Argento |              |               |
| 2004 | Mapetla Mohapi                         | Argento | Postumo      |               |
| 2004 | Josie Mpama                            | Argento | Postumo      |               |
| 2004 | Billy Nair                             | Argento |              |               |
| 2004 | Rita Ndzanga                           | Argento |              | [ 3 ]         |
| 2004 | Joe Nhlanhla                           | Argento |              |               |
| 2004 | Reggie September                       | Argento |              |               |
| 2004 | Dan Tloome                             | Argento | Postumo      |               |
| 2004 | Steve Tshwete                          | Argento | Postumo      |               |
| 2004 | Amina Cachalia                         | Bronzo  |              | [ 4 ]         |
| 2004 | Frans Rasimphi Tshivhase               | Bronzo  | Postumo      |               |
| 2005 | Flag Marutle Boshielo                  | Oro     |              |               |
| 2005 | John Langalibalele Dube                | Oro     | Postumo      |               |
| 2005 | Anton Lembede                          | Oro     | Postumo      |               |
| 2005 | Isaac Bangani Tabata                   | Oro     | Postumo      |               |
| 2005 | Eddie Daniels                          | Argento |              |               |
| 2005 | Frene Ginwala                          | Argento |              |               |
| 2005 | Archie Gumede                          | Argento | Postumo      |               |
| 2005 | Fish Keitseng                          | Argento | Postumo      |               |
| 2005 | Kwedie Mzingisi Zilindile Mkalipi      | Argento |              |               |
| 2005 | Dullah Omar                            | Argento | Postumo      |               |
| 2005 | Madimetja Laurence Phokanoka           | Argento |              |               |
| 2005 | Mildred Ramakaba-Lesiea                | Argento |              |               |
| 2005 | Archie Sibeko                          | Argento |              |               |
| 2005 | Christmas Fihla Tinto                  | Argento |              |               |
| 2005 | Dorothy Nomazotsho Zihlangu            | Argento | Postumo      |               |
| 2006 | Joe Gqabi                              | Argento | Postumo      |               |
| 2006 | Fort Calata                            | Argento | Postumo      |               |
| 2006 | Ike Maphotho                           | Argento |              |               |
| 2006 | Amina Pahad                            | Argento | Postumo      |               |
| 2006 | Albie Sachs                            | Argento |              |               |
| 2006 | Ama Naidoo                             | Argento | Postumo      |               |
| 2006 | Pixley Seme                            | Argento | Postumo      |               |
| 2006 | Sicelo Mhlauli                         | Argento | Postumo      |               |
| 2006 | Anthony Sampson                        | Argento | Postumo      |               |
| 2006 | John Tengo Jabavu                      | Argento | Postumo      |               |
| 2006 | Sparrow Mkhonto                        | Argento | Postumo      |               |
| 2007 | Gert Sibande                           | Oro     | Postumo      |               |
| 2007 | Florence Mophosho                      | Argento | Postumo      |               |
| 2007 | Johnny Makatini                        | Argento | Postumo      |               |
| 2007 | Mfanasekaya Pearce Linda Gqobose       | Argento |              |               |
| 2007 | Monty Naicker                          | Argento | Postumo      |               |
| 2007 | John James Issel                       | Bronzo  |              |               |
| 2007 | Emma Mashinini                         | Bronzo  |              |               |
| 2007 | Rica Hodgson                           | Bronzo  |              |               |
| 2008 | James Calata                           | Oro     | Postumo      |               |
| 2008 | Robert Resha                           | Oro     | Postumo      |               |
| 2008 | Walter Rubusana                        | Oro     | Postumo      |               |
| 2008 | Himan Bernadt                          | Argento | Postumo      |               |
| 2008 | Bertha Gxowa                           | Argento |              |               |
| 2008 | Josiah Jele                            | Argento |              |               |
| 2008 | Zollie Malindi                         | Argento |              |               |
| 2008 | Barbara Masekela                       | Argento |              |               |
| 2008 | Nana Henrietta Moabi                   | Argento |              |               |
| 2008 | Billy Modise                           | Argento |              |               |
| 2008 | Griffiths Mxenge e Victoria Mxenge     | Argento | Postumo      |               |
| 2008 | Maggie Resha                           | Argento | Postumo      |               |
| 2008 | Chanderdeo George Sewpershad           | Argento | Postumo      |               |
| 2008 | Vesta Smith                            | Argento |              |               |
| 2009 | Brian Bunting                          | Argento | Postumo      |               |
| 2009 | Tlou Theophilus Cholo                  | Argento |              |               |
| 2009 | Denis Goldberg                         | Argento |              | [ 5 ]         |
| 2009 | Jimmy la Guma                          | Argento | Postumo      |               |
| 2009 | Rebecca Makgomo Masilela               | Argento | Postumo      |               |
| 2009 | Kader Asmal                            | Bronzo  |              |               |
| 2009 | Jacqueline Daane-van Rensburg          | Bronzo  |              |               |
| 2009 | Bibi Dawood (Yusuf Mukadam)            | Bronzo  |              |               |
| 2009 | Mirriam Hlazo                          | Bronzo  |              |               |
| 2009 | Lydia Komape-Ngwenya                   | Bronzo  |              |               |
| 2009 | Nomhlangano Beauty Mkhize              | Bronzo  |              |               |
| 2009 | James Mpanza                           | Oro     | Postumo      | [ 6 ]         |
| 2009 | Peter Nchabeleng                       | Oro     | Postumo      | [ 6 ]         |
| 2009 | Johannes Phungula                      | Oro     | Postumo      | [ 6 ]         |
| 2009 | David Rabkin                           | Argento | Postumo      | [ 6 ]         |
| 2009 | Dulcie September                       | Argento | Postumo      | [ 6 ]         |
| 2009 | Simon Senna                            | Argento |              | [ 6 ]         |
| 2009 | Ahmed Timol                            | Argento | Postumo      | [ 6 ]         |
| 2009 | Sina Keitsing                          | Bronzo  |              | [ 6 ]         |
| 2009 | Nokuhamba Nyawo                        | Bronzo  |              | [ 6 ]         |
| 2010 | Stephen Dlamini                        | Oro     |              | [ 7 ]         |
| 2010 | Sonia Bunting                          | Argento | Postumo      | [ 7 ]         |
| 2010 | Dot Cleminshaw                         | Argento |              | [ 7 ]         |
| 2010 | Jameson Nongolozi Mngomezulu           | Argento |              | [ 7 ]         |
| 2010 | Jabulani Nobleman Nxumalo              | Argento | Postumo      | [ 7 ]         |
| 2010 | Randolph Vigne                         | Argento |              | [ 7 ]         |
| 2011 | Rusty Bernstein                        | Oro     | Postumo      | [ 8 ]         |
| 2011 | Nelson Diale                           | Argento |              |               |
| 2011 | Ismael Chota Meer                      | Argento |              |               |
| 2011 | Florence Elizabeth Mnumzana            | Argento |              |               |
| 2011 | Harriet Bolton                         | Bronzo  |              |               |
| 2011 | Margaret Gazo                          | Bronzo  |              |               |
| 2011 | Tsietsi Mashinini                      | Bronzo  | Postumo      |               |
| 2011 | Violet Sarah Matlou                    | Bronzo  |              |               |
| 2012 | Josiah Gumede                          | Oro     | Postumo      |               |
| 2012 | Zaccheus Mahabane                      | Oro     | Postumo      |               |
| 2012 | Sefako Makgatho                        | Oro     | Postumo      |               |
| 2012 | James Moroka                           | Oro     | Postumo      |               |
| 2012 | Alfred Xuma                            | Oro     | Postumo      |               |
| 2012 | John Stephen Gomas                     | Argento | Postumo      |               |
| 2012 | Bettie du Toit                         | Argento | Postumo      | [ 9 ]         |
| 2012 | Fenner Christian Kadalie               | Argento | Postumo      |               |
| 2012 | Peter Mokaba                           | Argento | Postumo      |               |
| 2013 | Nkosazana Dlamini-Zuma                 | Oro     |              |               |
| 2013 | Neville Alexander                      | Argento | Postumo      |               |
| 2013 | Amina Desai                            | Argento | Postumo      |               |
| 2013 | Michael Alan Harmel                    | Argento | Postumo      |               |
| 2013 | Essop Jassat                           | Argento |              |               |
| 2013 | Arthur Letele                          | Argento | Postumo      |               |
| 2013 | Mosibudi Mangena                       | Argento |              |               |
| 2013 | David Fani Mncube                      | Argento |              |               |
| 2013 | Moosa Moolla                           | Argento |              |               |
| 2013 | Elias Phakane Moretsele                | Argento | Postumo      |               |
| 2013 | Richard Mothupi                        | Argento |              |               |
| 2013 | Nomazizi Mtshotshisa                   | Bronzo  | Postumo      |               |
| 2014 | Frances Baard                          | Oro     | Postumo      |               |
| 2014 | David Wilcox Hlahane Bopape            | Oro     | Postumo      |               |
| 2014 | Ruth First                             | Oro     | Postumo      |               |
| 2014 | Abdullah Haron                         | Oro     | Postumo      | [ 10 ]        |
| 2014 | Bob Hepple                             | Oro     |              |               |
| 2014 | Florence Matomela                      | Oro     | Postumo      |               |
| 2014 | Zephania Lekoane Mothopeng             | Oro     | Postumo      |               |
| 2014 | Abdhulhay Jassat                       | Argento |              |               |
| 2014 | Wolfie Kodesh                          | Argento | Postumo      |               |
| 2014 | Smangaliso Mkhatshwa                   | Argento |              |               |
| 2014 | Popo Molefe                            | Argento |              |               |
| 2014 | Agnes Msimang                          | Argento |              |               |
| 2014 | Jeanette Schoon                        | Argento | Postumo      |               |
| 2014 | Zola Skweyiya                          | Argento |              |               |
| 2014 | Mittah Seperepere                      | Bronzo  | Postumo      |               |
| 2015 | William Henry Frankel                  | Argento |              | [ 11 ]        |
| 2015 | Johnson Malcomess Mgabela              | Argento | Postumo      | [ 11 ]        |
| 2015 | Jabulile Nyawose                       | Argento | Postumo      | [ 11 ]        |
| 2015 | Petros Nyawose                         | Argento | Postumo      | [ 11 ]        |
| 2015 | Mohammed Tikly                         | Argento |              | [ 11 ]        |
| 2015 | Kay Moonsamy                           | Bronzo  |              | [ 11 ]        |
| 2016 | Cleopas Madoda Nsibande                | Oro     | Postumo      | [ 12 ] [ 13 ] |
| 2016 | Brian Francis Bishop                   | Argento | Postumo      | [ 12 ] [ 13 ] |
| 2016 | Msizi Harrison Dube                    | Argento | Postumo      | [ 12 ] [ 13 ] |
| 2016 | Simon Gqubule                          | Argento |              | [ 12 ] [ 13 ] |
| 2016 | Winnie Madikizela-Mandela              | Argento |              | [ 12 ] [ 13 ] |
| 2016 | Mac Maharaj                            | Argento |              | [ 12 ] [ 13 ] |
| 2016 | Mary Thipe                             | Argento | Postumo      | [ 12 ] [ 13 ] |
| 2016 | Amy Rietstein Thornton                 | Argento |              | [ 12 ] [ 13 ] |
| 2016 | John Zikhali                           | Argento | Postumo      | [ 12 ] [ 13 ] |
| 2016 | Suliman Saloojee                       | Bronzo  | Postumo      | [ 12 ] [ 13 ] |
| 2017 | The 22 ANC Political Trialists of 1969 | Argento |              |               |
| 2017 | Mamou Calata                           | Argento | Postumo      |               |
| 2017 | David Mbulelo “Spi” Grootboom          | Argento | Postumo      |               |
| 2017 | Matsobane Morris Matsemela             | Argento |              |               |
| 2017 | Fatima Meer                            | Argento | Postumo      |               |
| 2017 | Collen Monde Mkunqwana                 | Argento | Postumo      |               |
| 2017 | Zodwa Mofokeng                         | Argento | Postumo      |               |
| 2017 | Reggie Oliphant                        | Argento | Postumo      |               |
| 2017 | Neville Rubin                          | Argento | Postumo      |               |
| 2017 | Zweli Lucas Sizani                     | Argento | Postumo      |               |
| 2018 | Mhlabunzima Joseph Maphumulo           | Oro     | Postumo      | [ 14 ]        |
| 2018 | Dikgang Moseneke                       | Oro     |              | [ 14 ]        |
| 2018 | Godfrey Kenneth Beck                   | Argento | Postumo      | [ 14 ]        |
| 2018 | Sylvia Benjamin                        | Bronzo  | Postumo      | [ 14 ]        |
| 2018 | Ronald Bernickow                       | Bronzo  | Postumo      | [ 14 ]        |
| 2018 | Lilian Diedricks                       | Argento |              | [ 14 ]        |
| 2018 | Farid Esack                            | Argento |              | [ 14 ]        |
| 2018 | Mary Fitzgerald                        | Argento | Postumo      | [ 14 ]        |
| 2018 | Swami Gounden                          | Argento |              | [ 14 ]        |
| 2018 | Charles Hooper                         | Argento | Postumo      | [ 14 ]        |
| 2018 | Sibongile Mkhabela                     | Argento |              | [ 14 ]        |
| 2018 | Keith Mokoape                          | Argento |              | [ 14 ]        |
| 2018 | Mojo Motau                             | Argento |              | [ 14 ]        |
| 2018 | Rahima Moosa                           | Argento | Postumo      | [ 14 ]        |
| 2018 | Veronica Sobukwe                       | Argento |              | [ 14 ]        |
| 2018 | Dora Tamana                            | Oro     | Postumo      | [ 14 ]        |
| 2019 | Thandi Lujabe-Rankoe                   | Argento |              |               |
| 2019 | Velaphi Msane                          | Argento |              |               |
| 2019 | Tony Trew                              | Argento |              |               |
| 2019 | Moyisile Douglas Tyutyu                | Argento |              |               |
| 2019 | Yosuf Veriava                          | Argento |              |               |
| 2023 | Ethel de Keyser                        | Oro     | Postumo      | [ 15 ]        |
| 2023 | Ebrahim Ismail Ebrahim                 | Oro     | Postumo      | [ 15 ]        |
| 2023 | Molly Blackburn                        | Argento | Postumo      | [ 15 ]        |
| 2023 | Moki Cekisani                          | Argento |              | [ 15 ]        |